# Elżbieta Choińska-Bochdan
Elżbieta Maria Choińska-Bochdan (ur. 2 października 1935) – polska archeolożka.

## Życiorys
Elżbieta Choińska-Bohdan od 1975 prowadziła w Gniewie prace archeologiczne. Doprowadziła do uratowania średniowiecznych pozostałości w mieście. Efekty wykopalisk wielokrotnie przedstawiała w publikacjach i wykładach oraz na wystawach, m.in. w Muzeum Archeologicznym w Gdańsku, gdzie pracowała.
Autorka wieloletniego programu badań związanych z rewaloryzacją gniewskiego zespołu staromiejskiego i zamkowego we współpracy z Polską Akademią Nauk, Politechniką Gdańską, Centralnym Muzeum Archeologicznym w Gdańsku. Dzięki jej staraniom powołano w Gniewie konserwatora zabytków.
Od 1997 honorowa obywatelka miasta i gminy Gniew. Członkini honorowa Stowarzyszenia Naukowego Archeologów Polskich i wiceprezeska jego gdańskiego oddziału.
Córka Ludwika Choińskiego i Marii z domu Plucińskiej. Żona Marka Bochdana.